# 川崎真実
川崎 真実（かわさき まみ 1985年5月21日- ）は、日本の女優。東京都出身。オスカープロモーションに所属していた。

## 経歴
- 2001年、ミスマガジン（ミスヤングマガジン2001）受賞。

## 主な出演
いずれも過去の出演

### テレビ
- 王様のブランチ（TBS系）
- 日テレジェニックの穴（日本テレビ、2009年7月18日、7月25日）-ミスマガジン選抜の一員として

### ラジオ
- ヤンマガ伝説キャイ〜ンDAあ゛〜ん（TBSラジオ）

### CM
- ロッテリア

## 作品
DVD・ビデオ
- ミスマガジン2001 川崎真実（2001年12月5日発売・バップ）